# 조지프 오쿠무
조지프 스탠리 오쿠무(스와힐리어: Joseph Stanley Okumu, 1997년 5월 26일 ~ )는 케냐의 축구 선수로, 현재 프랑스 클럽 랭스와 케냐 국가대표팀에서 수비수로 활약하고 있다.

## 구단 경력
오쿠무는 체멜릴 슈거, 프리 스테이트 스타스, AFC 앤아버에서 클럽 축구 선수로 활약했다. AFC 앤아버에서는 2018년 시즌에 8번의 리그 경기에 출전했다.
2018년 8월 16일, 오쿠무는 USL 챔피언십 팀인 레알 모나크스와 계약했다.
2019년 8월 28일, 오쿠무는 스웨덴의 알스벤스칸 팀 엘프스보리로 공개되지 않은 이적료로 이적했다.
그는 2021년 6월 21일, 벨기에 클럽 헨트와 350만 유로에 계약했다.

### 랭스
2023년 7월 22일, 오쿠무는 프랑스 클럽 랭스로 이적했다.
오쿠무는 2024년 3월 30일, 올랭피크 리옹과의 챔피언 결정전에서 랭스 소속으로 첫 골을 넣었다. 그는 우승을 차지하고 점수를 벌렸지만 두 팀 모두 최종 점수를 1-1로 무력화했다.

## 국가대표팀 경력
오쿠무는 케냐 국가대표팀에서 활약하고 있으며, 2019년 6월 23일, 알제리와의 2019년 아프리카 네이션스컵 경기에서 데뷔 전을 치렀고, 케냐는 2-0으로 패배했다.